# Barbarka (szczyt)
Barbarka (niem. Hain-Berg, Hainkoppe, 635 m n.p.m.) – szczyt w Górach Wałbrzyskich, położony na południe od stacji kolejowej Wałbrzych Główny.
Zbudowany jest ze skał wylewnych – porfirów i ich tufów. W starym kamieniołomie odsłonięcie porfirów. Zbocza utworzone z piaskowców, zlepieńców i łupków z pokładami węgla kamiennego.
Prawie w całości jest porośnięty lasem.
W połowie XVIII wieku na północnym zboczu góry baron von Czettritz-Neuhaus założył kopalnię „Ernestine", której właścicielem 4 VII 1794 został baron Dyherrn-Czettritz. W 1806 wydobycie wynosiło około 2 tys. ton. Sztolnia „Ernestine” miała długość 920 metrów i z uwagi na położenie złoża biegła na poziomie około 514 m n.p.m. 23 marca 1844 roku połączono ją z położoną o kilometr na południe od niej sztolnią „Amalia”, czego reliktem są pozostałości betonowych konstrukcji międzykopalnianej kolei linowej Ernestyna - Amalia. Zachował się otwór wejściowy do sztolni o wysokości 5 m z najpiękniejszym portalem w całym Zagłębiu Wałbrzyskim, który zamurowano prawdopodobnie w latach 30. XX wieku wraz ze wstrzymaniem wydobycia węgla. Ponadto znajdują się tu betonowe i kamienne pozostałości kuźni, cechowni, separatora i lampowni.  
W 1894 roku dzięki inicjatywie Towarzystwa Górskiego i Helmutha Carla Bernharda von Moltke na Barbarce stanęło schronisko nazywane "Kolbebaude", obelisk z medalionem Helmutha von Moltke oraz platforma widokowa. W latach 1905–1925 na miejscu platformy stała wieża widokowa. Po II wojnie cała infrastruktura została zniszczona. Obecnie wierzchołek zarósł drzewami i stracił walory punktu widokowego